# Mycetophila pinguis
Mycetophila pinguis är en tvåvingeart som beskrevs av Friedrich Hermann Loew 1870. Mycetophila pinguis ingår i släktet Mycetophila och familjen svampmyggor. Inga underarter finns listade i Catalogue of Life.